# Ruprechtia carina
Ruprechtia carina là một loài thực vật có hoa trong họ Rau răm. Loài này được Pendry mô tả khoa học đầu tiên năm 2003.